# Dmytro Jeremenko
Dmytro Serhijovyč Jeremenko (in ucraino Дмитро Сергійович Єременко?; Charkiv, 20 giugno 1990) è un calciatore ucraino, centrocampista svincolato.

## Carriera

### Club
Ha giocato nella prima divisione dei campionati ucraino, ceco e bielorusso.

### Nazionale
Ha giocato nelle nazionali giovanili ucraine Under-17, Under-18, Under-19, Under-20 ed Under-21.

## Palmarès

### Club

#### Competizioni nazionali
- Druha Liha: 1

Nyva Buzova: 2022-2023